# Исаковский сельсовет (Виноградовский район)
Исаковский сельсовет — упразднённая административно-территориальная единица, существовавшая на территории Московской губернии и Московской области до 1939 года.
Исаковский сельсовет был образован в первые годы советской власти. По данным 1919 года он входил в состав Ашитковской волости Бронницкого уезда Московской губернии.
По данным 1926 года в состав сельсовета входили деревня Исаково, посёлок Виноградово, станция Виноградово и будка 72 километра Московско-Казанской железной дороги.
В 1929 году Исаковский с/с был отнесён к Ашитковскому району Коломенского округа Московской области.
31 августа 1930 года Ашитковский район был переименован в Виноградовский.
17 июля 1939 года Исаковский с/с был упразднён. При этом его территория (селения Исаково) была передана Щельпинскому с/с.